# Michael Ochs

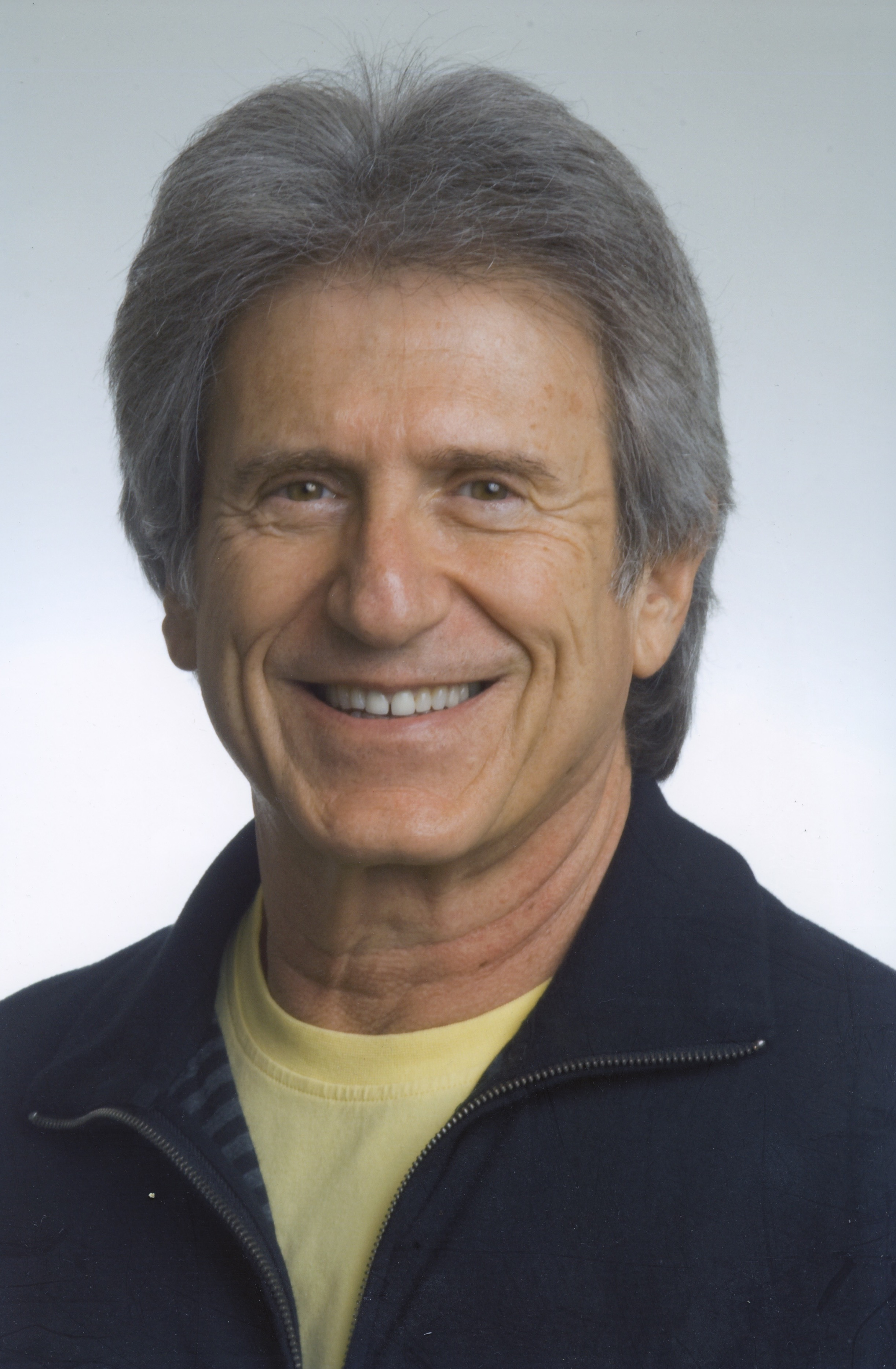
Michael Ochs, 2021

Michael Ochs (* 27. Februar 1943 in Austin, Texas, USA; † 23. Juli 2025 in Los Angeles, Kalifornien, USA) war ein US-amerikanischer Fotograf, Journalist und Moderator.
Er ist vor allem für seine umfangreiche Sammlung von Bildern zur Rockmusik aus den 1950er und 1960er Jahren bekannt. Die Michael Ochs Archives in Venice, Kalifornien, enthielten 3 Millionen Vintage-Prints, Korrekturbögen und weitere Fotos, die zur Verwendung in CD-Neuauflagen, Büchern, Filmen und Dokumentationen lizenziert wurden.
Die Los Angeles Times nannte Ochs „Amerikas herausragenden Rock 'n' Roll-Fotoarchivar“ und beschrieb sein Archiv als „die dominante Kraft auf dem Markt für Rockbilder“. Die New York Times nannte es „die weltweit führende Quelle für Musikerfotografie“. Ochs verkaufte das Archiv 2007 an Getty Images.

## Leben
Ochs wurde 1943 in Austin, Texas, geboren. Er wuchs in Ohio und New York auf. Nach seinem Abschluss an der Ohio State University im Jahr 1966 arbeitete er als Fotograf für Columbia Records und fotografierte Künstler wie Taj Mahal und die Chambers Brothers. In den späten sechziger Jahren war Ochs Manager seines Bruders, des Singer-Songwriters Phil Ochs. In den 1970er Jahren leitete Ochs die Werbeabteilungen bei Columbia, Shelter und ABC Records.
Ochs begann als Hobby, Fotografien zu sammeln. Er erlaubte Freunden wie Rock-Kritiker John Morthland und Lester Bangs, die Bilder kostenlos zu nutzen, um ihre Artikel zu illustrieren. Ochs begann professioneller zu werden. Zunächst schrieb die Los Angeles Free Press eines seiner Fotos den „Michael Ochs Archives“ zu. Dann schickte Dick Clark Ochs einen Scheck über 1000 Dollar, nachdem Clark einige von Ochs’ Bildern für ein Fernsehspecial verwendet hatte.
1984 veröffentlichte Ochs Rock Archives: A Photographic Journey Through the First Two Decades of Rock & Roll. Dieses Werk wurde sehr gelobt.
In den 1980er Jahren moderierte Ochs seine Radiosendung Archives Alive auf KCRW, unterrichtete eine Klasse für Geschichte des Rock and Roll an der UCLA Extension und war Musikkoordinator für den Film Hollywood Knights (1980).
1987, 26 Jahre nach dem Tod des Fotografen Ed Feingersh, entdeckte Ochs mehrere Negativrollen von Marilyn Monroe. Dazu gehörte ein von Redbook in Auftrag gegebenes Shooting, das in der Woche vom 24. bis 30. März 1955 gemacht wurde. Sie waren die einzigen offenen Bilder von Monroe, die speziell für die Veröffentlichung angefertigt wurden.
In den 1990er Jahren, als Plattenfirmen eine große Anzahl von CDs neu auflegten, wandten sie sich oft an Ochs, um Fotos für die Liner Notes zu erhalten. Ochs’ Bilder sind in praktisch jeder Veröffentlichung von Rhino Records und Bear Family Records zu sehen.
Das Archiv wird auch für Illustrationen für Bücher genutzt: Nach einer Schätzung der New York Times aus dem Jahr 2006 enthielt etwa die Hälfte der damals herausgegebenen Rock-’n’-Roll-Bücher Fotografien aus der Sammlung – und als Hintergrundfotos und Recherchematerial bei der Produktion von Dokumentarfilmen, Spielfilmen und Fernsehprogrammen.
Im Jahr 2003 kuratierten Ochs und der bildende Künstler Craig Butler The Greatest Album Covers That Never Were, eine Kunstausstellung von über 100 zeitgenössischen Künstlern, die Fantasy-Albumcover ihrer Lieblingskünstler schufen. Die ursprüngliche Ausstellung zeigte Werke des Autors Kurt Vonnegut, der Musiker Graham Nash und Marilyn Manson, des Fotografen William Claxton und der Künstler Ralph Steadman und Robbie Conal. Die Rock and Roll Hall of Fame sponserte die Ausstellung, und diese gemeinnützige Wandershow feierte ihre Premiere in einem Museum in Cleveland. Weiter ging es zu Seattles Experience Music Project und verschiedenen Universitäten im ganzen Land.
Ochs verkaufte die Michael Ochs Archives im Februar 2007 für einen nicht genannten Betrag an Getty Images.
Ochs war 2010 einer von drei Produzenten des Dokumentarfilms Phil Ochs: There but for Fortune. Der Film enthält Interviews mit Phils Familie, Freunden und Mitarbeitern sowie Archivnachrichtenmaterial und fotografische Standbilder, einschließlich einer Auswahl aus Michaels Sammlung.
Er leitete auch das Phil Ochs Archive.
Ochs starb am 23. Juli 2025 im Alter von 82 Jahren in seinem Haus in Los Angeles. Er litt seit fünf Jahren an Parkinson sowie an einer chronisch obstruktiven Lungenerkrankung (COPD) und hatte Nieren- und Herzprobleme.

## Privates
Michael Ochs’ Schwester ist Sonny Ochs und sein Bruder war Phil Ochs. Robyn Ochs ist seine Nichte.

## Werke
- Rock Archives: A Photographic Journey Through the First Two Decades of Rock & Roll. Introduction by Peter Guralnick. New York: Doubleday & Company, 1984. ISBN 0-385-19434-X
- Elvis in Hollywood; Michael Ochs; text by Steve Pond; New American Library, 1990; ISBN 0-452-26378-6
- 1000 Record Covers. Cologne: Taschen, 1996. ISBN 3-8228-8595-9
- Marilyn Monroe: From Beginning to End. Text by Michael Ventura; photographs by Earl Leaf from The Michael Ochs Archives, Blanford Press, 1997, ISBN 0713726865
- Shock, RATTLE & ROLL: Elvis Photographed During the Milton Berle Show; Michael Ochs & Ger Riff; 1998; ISBN 0713726903
- The Greatest Album Covers That Never Were. Michael Ochs & Craig Butler, Rock & Roll Hall of Fame & Museum; 2003; ISBN 0-9740078-0-3

## Filmografie
- 2011: Phil Ochs: There But For Fortune